# Olga Sviblova
Olga Sviblova (en ruso, Ольга Львовна Свиблова, Moscú, 6 de junio de 1953) es una comisaria artística y directora cinematográfica rusa que trabaja en su ciudad natal. En el año 1996 fundó la Casa de la Fotografía de Moscú, que terminaría convirtiéndose en el MAMM y que dirige desde entonces.
Entre 1972 y 1991 estuvo casada con el poeta Alexei Parschtschikow, y posteriormente con el galerista francés Olivier Morand.

## Biografía
Olga Sviblova es hija de una profesora universitaria de lengua alemana y de un ingeniero del Instituto Kurtschatow. En 1978 se licenció en Psicología en la Universidad Lomonossow de Moscú.
Tras sus estudios trabajó 6 años como barrendera, época a la que se refiere como la más feliz de su vida.
Entre los años 1983 y 1995 trabajó como directora y autora de documentales artísticos al mismo tiempo que comisariaba arte contemporáneo en su país y en otros como Finlandia, Suiza, Holanda, Francia y el Reino Unido. Es miembro de la Academia Rusa del Arte de Moscú.

## Dirección Museística
Desde que fundó en 1996 la Casa de la Fotografía de Moscú (desde 2001, Museo de Arte Multimedia de Moscú (MAMM)) ha sido su directora y comisariado más de 2000 proyectos y 500 exposiciones de arte contemporáneo. También es la responsable artística de la Bienal Internacional de Fotografía de Moscú.
El año 2013 el periódico ruso The Art Newspaper nombró al MAMM como museo del año en su país.
En las ediciones de 2007 y 2009 de la Bienal de Venecia fue la comisaria del pabellón ruso.

## Películas (selección)
Sviblova es la guionista y directora de las premiadas películas:
- 1987. Calle Kriwoarbatski, 12, que trata sobre la vida y obra del arquitecto Konstantin Melnikow
- 1988. Cuadrado en Negro, sobre el arte underground ruso entre 1953 y 1988
- 1991. En busca del final feliz), sobre el arte contemporáneo ruso.
- 1995. Dina Vierny, sobre la modelo francesa Dina Vierny.[8]

## Distinciones y reconocimientos (selección)
- 2007. Orden de la Amistad
- 2008. Legión de honor
- 2012. Orden de servicio de la República Italiana.